# Championnat d'Équateur de football 1965
Navigation
Saison précédente Saison suivante
La saison 1965 du Championnat d'Équateur de football est la 7e édition du championnat de première division en Équateur. Huit clubs, issus des championnats régionaux (Quito, Guayaquil et Ambato) participent à la compétition nationale. Elles sont regroupées au sein d'une poule unique où les équipes ne rencontrent pas les formations issues du même championnat régional.
C'est le Club Sport Emelec qui remporte la compétition après avoir terminé en tête du classement final, avec trois points d'avance sur un trio composé du Barcelona Sporting Club, du Club 9 de Octubre et du Club Sport Patria. C'est le 3e titre de champion de l'histoire du club.

## Les clubs participants
| - Club Sport Emelec - Barcelona Sporting Club - CDU Católica del Ecuador - LDU Quito | - Club Deportivo El Nacional - Sociedad Deportiva Aucas - Club Sport Patria - Club 9 de Octubre |

## Compétition

### Classement
Le barème utilisé pour établir le classement est le suivant :
- Victoire : 2 points
- Match nul : 1 point
- Défaite : 0 point

| Rang | Équipe                     | Pts | J | G | N | P | Bp | Bc | Diff |
| ---- | -------------------------- | --- | - | - | - | - | -- | -- | ---- |
| 1    | Club Sport Emelec          | 14  | 8 | 6 | 2 | 0 | 17 | 6  | +11  |
| 2    | Barcelona Sporting Club    | 11  | 8 | 4 | 3 | 1 | 14 | 10 | +4   |
| 3    | Club 9 de Octubre          | 11  | 8 | 5 | 1 | 2 | 10 | 7  | +3   |
| 4    | Club Sport Patria          | 11  | 8 | 5 | 1 | 2 | 9  | 5  | +4   |
| 5    | LDU Quito                  | 8   | 8 | 2 | 4 | 2 | 8  | 9  | -1   |
| 6    | Club Deportivo El Nacional | 6   | 8 | 3 | 0 | 5 | 12 | 18 | -6   |
| 7    | CDU Católica del Ecuador   | 2   | 8 | 0 | 2 | 6 | 4  | 14 | -10  |
| 8    | Sociedad Deportiva Aucas   | 1   | 8 | 0 | 1 | 7 | 1  | 15 | -14  |

|  | Qualification pour la Copa Libertadores 1966            |
|  | Participation au barrage pour la Copa Libertadores 1966 |
|  | T : Tenant du titre                                     |

### Matchs

#### Barrage pour la Copa Libertadores
À compter de la saison prochaine, l'Équateur est représentée par deux clubs et non plus un seul. Un barrage est donc organisé entre le Barcelona Sporting Club et le Club 9 de Octubre afin de connaître la formation qui va accompagner le Club Sport Emelec lors de la prochaine Copa Libertadores.
| Équipe 1          | Résultat | Équipe 2                |
| ----------------- | -------- | ----------------------- |
| Club 9 de Octubre | 1 - 1    | Barcelona Sporting Club |

- Le Club 9 de Octubre obtient son billet pour la Copa Libertadores grâce à une meilleure différence de buts au classement du championnat.

## Bilan de la saison
| Championnat d'Équateur de football 1965 |                              |
| Champion                                | Club Sport Emelec (3e titre) |
| Qualifications continentales            |                              |
| Copa Libertadores 1966                  | Club Sport Emelec            |
| Copa Libertadores 1966                  | Club 9 de Octubre            |
| Promotions et relégations               |                              |
| Promus en Primera División              | Aucun                        |
| Relégués en Segunda División            | Aucun                        |